# 銃架

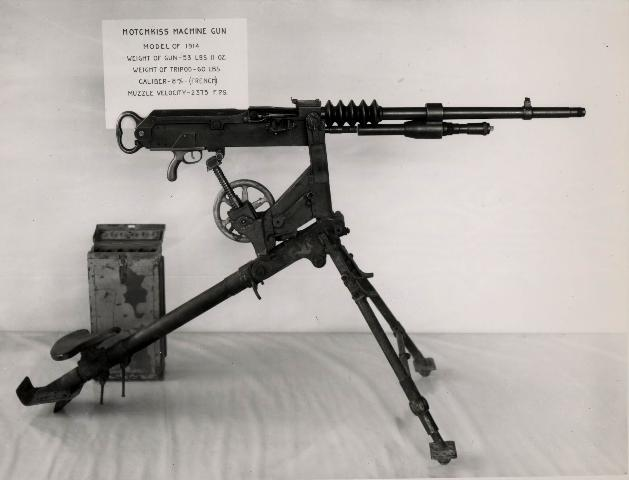
重機関銃用の銃架

銃架（じゅうか、英: Gun mount）は、銃を支え保持する器具。機関銃などの兵器を地面に設置したり車両や船舶などに取り付けるために用いられる。また、使わない銃を立て掛ける棚のことも銃架と言ったりする。こちらは「ガンラック」と呼ばれる。

## 概要
単純な銃身や銃本体を支えるだけのものから、緩衝装置、暗視装置など照準装置、さらに自動照準装置まで取り付けられた複雑なものまで様々である。一般的に直接操作する人員が銃架に備え付けられた兵器を取り扱うが、一部は改造が行われ、別の場所から射撃が行われるようになっている。

## 歴史

### 歩兵
機関銃などの重い銃は、銃架にすえられて運用されることが多い。それによって銃の保持に体力や集中力を使わずにすむ。重機関銃のように銃架に設置することを前提とした兵器も多い。機関銃は持ち運べる重量でありながら銃架にすえると重機関銃に遜色ない能力を発揮するため、汎用機関銃と呼ばれている。
塹壕戦の様相を呈した第一次世界大戦では塹壕に身を隠しながら銃だけを外に出して撃てる、一種の遠隔操作銃架が使われた。現代では機械的に遠隔操作できる銃架も登場しているが、能力的に問題があり、普及していない。

### 艦船
揺れる船の上で、射撃武器を使用することは困難であり、個人の腕に頼る時代が長く続いた。命中しても限られた被害しか与えることができなかったため、最終的には船同士を接舷させ、白兵戦で決着がつくことが多かった。火縄銃など火薬を用いた銃が広まって、初めて船に銃架を設置する必要が生じた。この頃の船は帆船であり、当初は艦首や艦尾に銃架を備え付け、追撃や撤退時などに相手の船を狙撃し、継戦能力を奪うことがその目的であった。一部の船、特にフランスでは、メインマストの物見に銃架を備えて、高所から相手の士官を狙って狙撃し、混乱を引き起こした。トラファルガー海戦でホレーショ・ネルソンが狙撃兵により戦死したのは単なる偶然ではなく、当時のフランスの戦術に基づいたものである。このフランス独特の思想は、第一次世界大戦前まで続き、戦艦など大型艦のマストに小口径の砲が装備されていた。
第二次世界大戦中には、航空機の脅威に対抗するため、高角砲・銃塔と並んで銃架が無数に配置され、ハリネズミのようになった。戦後は、レーダーと連動した射撃管制装置や近接信管の開発、ミサイルの発展により、艦船から銃架は撤去され、掃海艇・警備艇の一部に、その姿を残すのみとなっていった。
近年では、小型のボートを用いた自爆テロや海賊、密輸に対する対抗策として銃架が再び設置されている一方、警備艇においては主砲の射手が露出する弱点への懸念・射撃指揮装置などとの連動を考慮し、砲塔・銃塔へと置き換わる例も見られる。
時代を通じて、小型の艦艇には銃架が備えられ、機関銃や小銃が攻撃を担ってきた。

### 航空機
第一次世界大戦当初は、航空機や飛行船、気球は非武装で偵察任務についており、空中で遭遇しても互いの存在を報告するだけであった。しかし、相手の偵察を妨害することの重要性が認識され、2人乗りの機体に銃架を設置し、相手の航空機を攻撃することが行われるようになった。初期の戦闘機は銃架に据えられた機関銃で交戦していたが、前方に機銃を固定し、同調装置で前方に射撃する方式が最も優れており、戦闘機から銃架は無くなっていった。一方で高性能化する戦闘機に対抗するため飛行船や爆撃機の銃架は次第に増やされるが、飛行船は本来の脆弱性から戦闘機に対抗できなくなり、戦場から消えた。第一次大戦中では、爆撃機は戦闘機と比較して高速であり、多数の銃架に備え付けられた機関銃は戦闘機に対して十分な防御能力を発揮した。このため、大戦後に銃架をより発展させた動力銃座を戦闘機に搭載すれば、相手の戦闘機に対して優位に立てるのではないかと考えられた。この考えから、イギリスが実用化したボールトンポール デファイアントは、攻撃力をコックピット後ろの動力銃座のみに頼っていたが、機首や主翼に機銃が装備されない上に動力銃座を前方に指向できないという欠点がある。さらに、戦闘機の性能が向上したため、ほとんど役に立たなかった（英本土防空戦における夜間の爆撃機迎撃戦では、通常戦闘機よりも高い撃墜率を誇ったがこれは例外である）。
第二次世界大戦中には航空機の更なる高性能化が進み、アメリカの爆撃機では銃架はB-17を最後に廃止（B-29は対日戦において日本軍の迎撃が無いと予想された場面では、重量軽減のために機銃を降ろしていた。朝鮮戦争において同機の銃架がどうであったかは不明）され、以後は爆撃機の防御は動力銃座に頼ることとなった。それより小型の雷撃機や攻撃機では、最後の防御手段として銃架が残されていたが、攻撃機の多目的化により、ある程度の空中戦が行われる機体が一般的になり、銃架が廃止された。無線の発達により、友軍の戦闘機の緊密な支援下での作戦が行えるようになったことも、銃架の廃止の一因である。しかし、もっとも大きな理由としては、銃架による防御が効果的でなくなったことがあげられる。複数の動力銃座と高性能な照準装置を積み、第二次大戦中、最強の爆撃機であったB-29も朝鮮戦争ではジェット機に対して有効な防御策を講じることができず、戦闘機の脅威が無いところでしか行動できなくなったのである。
銃架は、ヘリコプターのドアガンとして復活することになる。ベトナム戦争で、ヘリコプターは部隊の投入や負傷者後送など様々な活動に従事する。しかし、民間機そのままであり、武装も装甲もされていないため、地上からの反撃に対し脆弱であった。当初はドアを開けて中から歩兵が小銃で射撃を行っていたが、ヘリコプターが銃架を用いて機関銃で武装するようになると、有用性は一気に高まった。一部の機体は機外に機関銃やロケット弾などの武装を積むようになり（武装ヘリコプター）、さらにかつての戦闘機と同じように、初めから戦闘を意図した機体（攻撃ヘリコプター）も設計されるようになった。これらの機体では銃架ではなく、動力銃座が一般的である。

### 車両
出現当初の戦車は、機関銃を銃塔に装備することが多かったが、航空機の発達・複数の銃塔を装備することによる防御能力の低下などにより、戦車の機関銃は同軸機銃・銃眼・銃架へと置き換わっていった。第二次世界大戦後、リモコン銃塔へと置き換わる例も見られたが、大勢としては銃架を装備している。
第二次世界大戦後の戦車の多くは、1挺の主砲同軸機銃（砲塔に内蔵）と、1挺ないし2挺の機関銃を砲塔上の戦車長ハッチあるいは装填手ハッチ付近に銃架を介して装備する例が多い。イスラエル国防軍の戦車では、これに加えて主砲上に更にもう1挺の同軸重銃（12.7mm重機関銃）を、外装式の銃架に装着して運用する例も見られる。2000年代後半には、アメリカ軍のM1エイブラムス戦車においても、主砲上に同軸の重機関銃を増設する改修が施されている例もある。M1エイブラムスの同軸機銃増設銃架はCSAMM, Counter Sniper Anti Material Mountと呼ばれている。
自走高射砲は、第二次世界大戦においては銃架を使用していたが、大口径化・動力砲塔の発達・レーダーとの連動の影響を受け、砲塔に取って代わられていった。
輸送車両の一部には銃架と共に銃眼が残されていたが、銃眼は防御力に不安を生ずるため、装甲の追加と共に廃止されることが多い。従って、現代の輸送車両においては、機関砲を装備する砲塔と銃架の組み合わせか、銃架のみとなる例が主流である。
しかしながら、砲塔を設置する余地がない車両においては、機関銃を安定して運用可能な銃架は、今なお有効な装備である。
アメリカ軍では第二次世界大戦の頃から、非装甲の軍用トラックや軽車両にもリングマウント式の銃架を取り付けて、防御用の機関銃を搭載して運用する例が多く見られる。2003年のイラク戦争以降、民兵による襲撃（低強度紛争、LIC）や、即席爆発装置（IED）での攻撃により、無防備な機関銃架では射手に被害が及ぶケースが増加し、OGPKと呼ばれる装甲化銃塔キットの開発・配備や、リモコン機銃への置き換えが行われている。

### その他
多くの砦や城、トーチカでは、銃眼が設置され、銃架の役割を果たすようになっていた。これらは攻撃を容易にするだけでなく、内部の人員を保護する目的もある。